# Athemistus barretti
Athemistus barretti là một loài bọ cánh cứng trong họ Cerambycidae.